# 佳木斯西站
佳木斯西站位于中华人民共和国黑龙江省佳木斯市郊区西格木镇，是哈佳铁路上的高铁站，于2018年9月30日通车启用，由哈尔滨铁路局佳木斯站管辖。

## 車站周邊
- 佳木斯民政局农场

## 外部連結
- 中国铁路客户服务中心（页面存档备份，存于）